# Oorukku Uzhaippavan
Oorukku Uzhaippavan – indyjski film z 1976, w języku tamilskim w reżyserii M. Krishnana Naira.

## Obsada
- M.G. Ramachandran
- Vanisri
- Venniradai Nirmala

Źródła:

## Piosenki filmowe
- Azhagennum oviyam
- Idhuthan Mudhal Rathiri
- Pillai Thamizh paadugiren

Twórcami ich tekstów byli Pulamaipithan, Muthulingam oraz Vaali. Swoich głosów w playbacku użyczyli Vani Jayaram, P. Susheela i K. J. Yesudas.